# Горбыль (деревня)
Горбыль — деревня в Ржевском муниципальном округе Тверской области.

## География
Находится в южной части Тверской области на расстоянии приблизительно 23 км по прямой на север от города Ржев на правом берегу речки Итомля.

## История
Деревня была отмечена еще на карте 1825 года. В 1859 году здесь (деревня Старицкого уезда Тверской губернии) было учтено 13 дворов, в 1939—41. Входила до 2022 года в состав сельского поселения «Итомля» до его упразднения.

## Население
Численность населения: 138 человек (1859 год), 8 (русские 100 %) в 2002 году, 1 в 2010.